# لورنزو سیمونتی
لورنزو سیمونتی (انگلیسی: Lorenzo Simonetti؛ زادهٔ ۲۸ اوت ۱۹۹۶) بازیکن فوتبال است.
از باشگاه‌هایی که در آن بازی کرده‌است می‌توان به باشگاه فوتبال پارما اشاره کرد.